# Kurt Lundquist
Pour les articles homonymes, voir Lundquist.
Kurt Anders Valdemar Lundquist (né le 27 septembre 1925 à Kila et décédé le 12 juillet 2011 à Simrishamn) est un athlète suédois spécialiste du 400 mètres. 

## Carrière

### Palmarès
| Date | Compétition           | Lieu    | Résultat | Performance  |
| ---- | --------------------- | ------- | -------- | ------------ |
| 1948 | Jeux olympiques d'été | Londres | 3e       | 3 min 16 s 0 |

### Records
| Épreuve    | Performance | Lieu | Date |
| ---------- | ----------- | ---- | ---- |
| 400 mètres | 47 s 6      |      | 1948 |